# 수곡초등학교 (전북)
수곡초등학교는 대한민국 전북특별자치도 정읍시에 있는 공립 초등학교이다.

## 학교 연혁
- 1957.06.01 수곡국민학교 개교
- 1971.03.01 교육부지정 벽지학교 지정
- 1985.03.01 벽지형 급식학교 지정
- 1996.03.01 수곡초등학교로 명칭 변경
- 2007.03.01 교육인적자원부 지정 연구학교(2년간)
- 2008.09.01 전라북도교육청 지정 자율학교(4년간)
- 2008.09.01 제18대 이석문 교장 부임
- 2009.03.01 교육과학기술부 요청과제 지정 보건교육연구학교(2년간)
- 2009.03.01 정읍시 지정 친환경 아토피 예방학교(2008년부터)
- 2010.11.23 제2회 방과후학교 대상 학교부문 장려상
- 2011.03.01 전라북도교육청 지정 혁신학교(4년간)
- 2011.09.07 정읍교육지원청 학교교육과정 최우수 학교
- 2011.09.22 ~ 09.25 대한민국 좋은학교 박림회 참가
- 2012.02.10 제53회 7명 졸업(졸업생:총 1,597명)
- 2012.03.01 6학급 편성, 1학년 15명(남:9, 여:6) 입학
- 2013.02.15 제54회 졸업식 18명 졸업(졸업생: 총 1615명)
- 2013.03.01 6학급 편성, 1학년 16명(남:10, 여 6) 입학
- 2014.02.12 제55회 졸업식 18명 졸업(졸업생: 총 1631명)
- 2014.03.01 6학급 편성, 1학년 12명(남:4, 여 8) 입학
- 2015.02.12 제56회 졸업식 13명 졸업(졸업생: 1644명)
- 2015.03.01 6학급, 1학년 9명(남6, 여3)

## 참고 문헌
- 수곡초등학교 - 한국교육학술정보원 학교알리미